# Olivia Del Rio
Olivia Del Rio   (Rio Casca, 16 d'abril de 1969) és una exactriu porno brasilera, naturalitzada francesa.

## Biografia

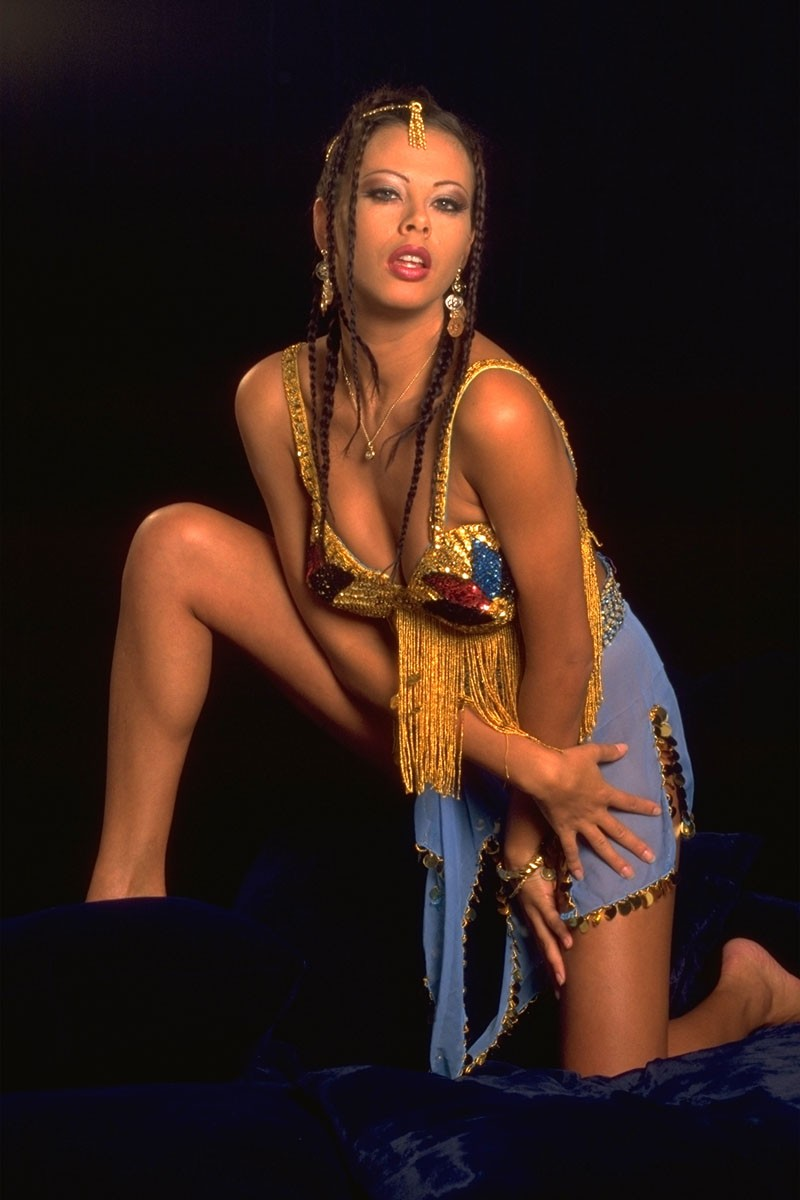
Olivia Del Rio (1998)

Va néixer i va créixer al Brasil, desena segona filla d'un matrimoni amb 16 fills. Va anar a viure a França, i va trobar feina com a assistent de Patrice Cabanel, un famós director de cinema per a adults parisenc. Va estar treballant durant alguns mesos a casa seva, quan un dia aquest director li va proposar rodar una escena pornogràfica per una de les seves pel·lícules. L'escena estava ben pagada, i el sexe li agradava, i així doncs va acceptar la proposta del director francés: així va començar la seva carrera com a actriu pornogràfica, va rodar algunes pel·lícules a Europa, i l'any 1995 va cridar l'atenció del públic americà en aparèixer en algunes pel·lícules de la marca Private, com ara al film "Triple x 2", en el qual va participar en una escena amb tres homes. En fer-se popular entre el públic americà (a més de l'europeu), es va traslladar al sud de l'estat de Califòrnia per poder introduir-se en la indústria del cinema pornogràfic dels Estats Units. Va participar en un bon nombre de pel·lícules com ara "Voyeur 07", "Adventures de Peeping Tom 8" o "Pick up lines 21, 49 i 61". Va guanyar els premis a la Millor actriu a Cannes i a Barcelona´97.
Després de la seva retirada del cinema pornogràfic, la seva vida es reparteix entre França i el Marroc, on és propietària d'un bar amb el seu espòs.

## Premis
- 1997 Guanyadora del Premi Hot d'or a la millor Actriu Europea Secundària en la pel·lícula La Ruée vers Laure.
- 2002 FICEB Nimfa nominee – Millor Actriu – Apassionades i Coquetas[2]
- 2003 AVN Award nominee – Millor escena de sexe en grup, Film – Paradise Lost[3]
- 2004 AVN Award nominee – Millor Actuació Femenina de l'Any[4]
- 2004 AVN Award nominee – Millor escena de sexe Sol – Lost Angels: Olivia Del Rio[4]
- 2004 AVN Award nominee – Escena de sexe més Indignant – Flesh Circus[4]
- 2005 AVN Award nominee – Millor escena de sexe en grup, Film – Does Dallas: The Revenge[5]